# Rue Jean-de-Lordat
Pour les articles homonymes, voir Lordat.
La rue Jean-de-Lordat est une voie de Toulouse, chef-lieu de la région Occitanie, dans le Midi de la France.

## Situation et accès

### Description
La rue Jean-de-Lordat est une voie publique. Elle se situe dans le quartier de Compans-Caffarelli.
Elle naît perpendiculairement à la rue Louis-François-Lejeune. Longue de seulement 115 mètres et large de 9 mètres, rectiligne, elle est orientée à l'ouest. Elle se termine au carrefour de la rue Lancefoc, presque au croisement du boulevard du Maréchal-Leclerc et du boulevard Lascrosses.
La chaussée compte une seule voie de circulation automobile en sens unique, de la rue Louis-François-Lejeune vers la rue Lancefoc. Elle appartient à une zone de rencontre et la circulation y est limitée à 20 km/h. Il n'existe ni bande, ni piste cyclable, quoiqu'elle soit à double-sens cyclable.

### Voies rencontrées
La rue Jean-de-Lordat rencontre les voies suivantes, dans l'ordre des numéros croissants :
1. Rue Louis-François-Lejeune
2. Rue Lancefoc

## Odonymie

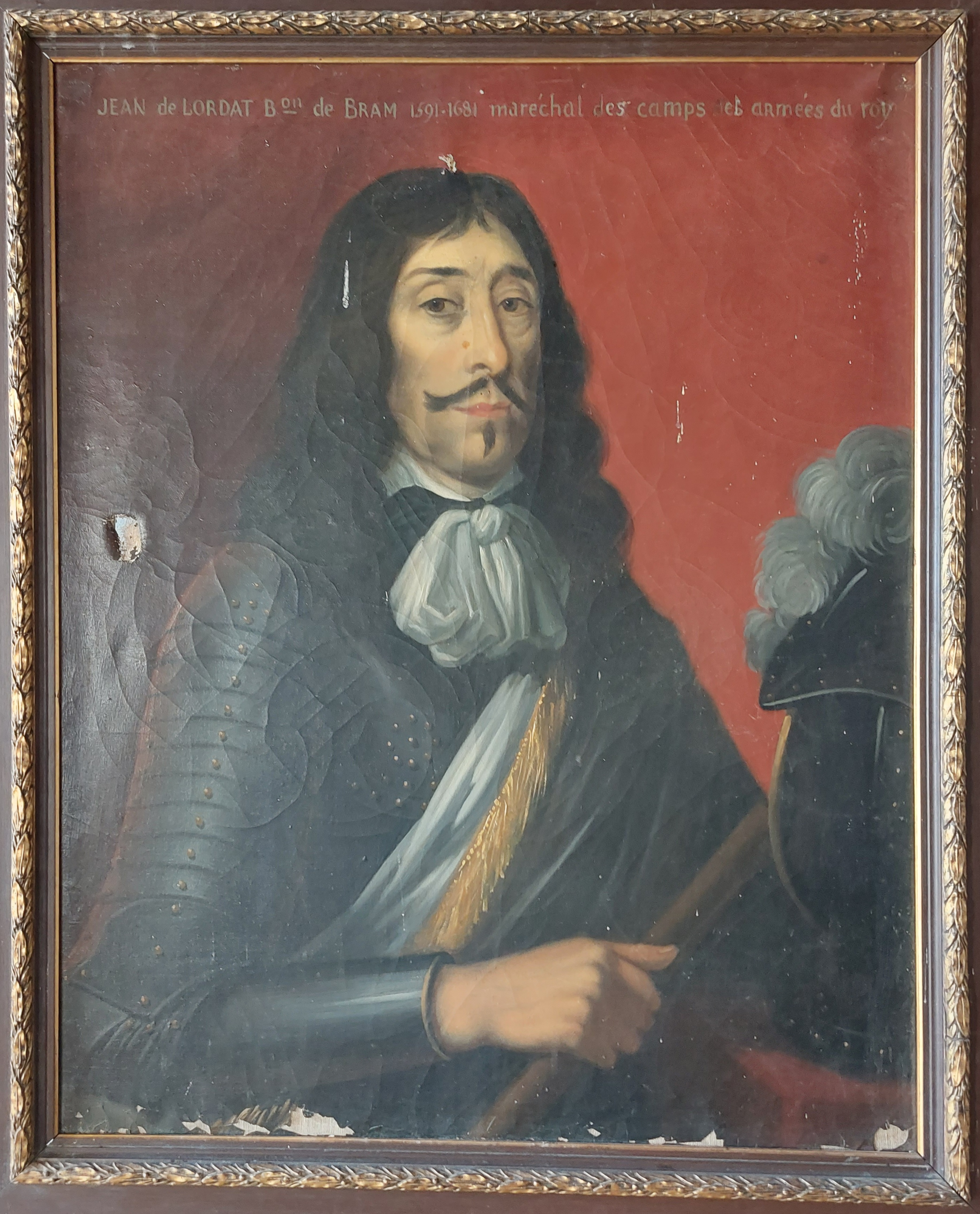
Portrait de Jean de Lordat (XVIIe siècle, château de Bram).

La rue est, lorsqu'elle est ouverte en 1860, nommée rue du Pape. Il ne s'agit pas d'un hommage à l'Église catholique et à son chef, le pape Pie IX, mais du nom d'une métairie qui se trouvait plus au nord, la ferme du Pape, au carrefour du chemin de Lancefoc (actuelle rue Lancefoc) et du vieux chemin de Blagnac. Elle disparut à la suite de la construction du quartier neuf d'Artillerie – la caserne Compans (emplacement de l'actuel jardin Compans-Caffarelli, boulevard Lascrosses) – et de l'effacement du chemin de Blagnac, dont seule subsiste une partie de l'actuelle rue Ritay.
En 1897, la rue est renommée en hommage à Jean de Lordat (1580-1676),. Il appartient à une famille de la noblesse chevaleresque originaire de Lordat, dans le comté de Foix, dont une branche est installée dans le Carcassès à Bram depuis la fin du XVIe siècle. Jean de Lordat, baron de Bram, gentilhomme de la chambre de Gaston d'Orléans, frère de Louis XIII, est colonel au régiment de La Couronne et gouverneur de la cité de Carcassonne. Il est promu maréchal de camp à la suite des batailles de Corbie et de Leucate,.